# Monety Zygmunta I Starego
Monety Zygmunta I Starego (1503–1548) – monety bite za panowania Zygmunta Jagiellona jako:
- władcy księstwa głogowskiego w latach 1503–1506,
- króla Polski w latach 1506–1548,
- władcy Wielkiego Księstwa Litewskiego w latach 1506–1536 (z tą datą wybito ostatnią litewską monetę Zygmunta I).

## Charakterystyka okresu monetarnego
Panowanie Zygmunta I Starego wyróżniło się w tysiącletniej historii polskiego pieniądza. Wprowadzenie w latach 1526–1535 ordynacji menniczych de facto całkowicie zmieniło system monetarny ze średniowiecznego, opartego wcześniej na denarze, a później na półgroszu, do bimetalicznego, wielogatunkowego, z dużym zróżnicowaniem wielokrotności i frakcji. Szczególnym dokonaniem władcy było wprowadzenie na rynek rodzimej grubej monety srebrnej i to nie tylko w postaci groszy, których nie produkowano od czasów Kazimierza III Wielkiego, ale i również w formie kilkukrotnie więcej wartych:
- groszy poszóstnych (szóstaków) oraz
- groszy potrójnych (trojaków).

Z nieco mniejszym powodzeniem udało się wprowadzić do powszechnego obiegu dukaty, co przyniosło nie za bardzo trwały efekt, głównie spowodowany brakiem kruszcu.
Z panowaniem Zygmunta Starego związane są również innowacje w zakresie ikonografii monet, jak umieszczanie daty rocznej (od 1506 r.) oraz realistycznego portretu panującego (od 1528 r.).
Po wstąpieniu na tron Zygmunt I rozpoczął na rynku pieniężnym działania, których trzema głównymi celami były:
- rozpoczęcie unii monetarnej wszystkich części państwa,
- oczyszczenie obiegu z cyrkulacji złych monet obcych,
- zatrzymanie wzrostu kursu dukata wobec grosza.

Już trzy miesiące po koronacji została ogłoszona ordynacja mennicza nakazująca wznowienie produkcji półgroszy w mennicy krakowskiej. Efekt tego posunięcia nie był jednak zadowalający, podobnie jak w 1515 r. przymusowego zrównania półgroszy polskich i litewskich. To ostatnie w rzeczywistości okazało się wstępem do głębokiego kryzysu, zwielokrotnionego napływem na tereny państwa od 1517 r. półgroszy świdnickich Ludwika II Jagiellończyka – podwartościowych w stosunku do rodzimych odpowiedników.

### Reforma monetarna 1526–1535
W oparciu o projekt „De monete cussione ratio” Josta Ludwika Decjusza pomiędzy rokiem 1526, a 1535 zostało wprowadzonych przez króla siedem ordynacji menniczych obejmujących:
- denary, ternary, grosze (15 października 1526),
- skup monety świdnickiej (1527),
- trojaki, szóstaki (1528),
- złoty polski, dukaty (16 lutego 1528)
- szelągi i inne monety pruskie (1529),
- monety litewskie (1534–1535).

W skład nowego systemu monetarnego weszły również wybite w latach 1507–1511 półgrosze koronne. Do polskiego systemu inkorporowano system pruski.
Efektem końcowym wydanych aktów prawnych były de facto dwa systemy monetarne:
- polsko-pruski oparty na złotym obrachunkowym (1 złoty polski = 30 groszy polskich):

| Lp. | Gatunek pieniądza      | Równowartość w złotych polskich | Równowartość w groszach polskich | Kruszec | Masa (gramy) | Próba |
| --- | ---------------------- | ------------------------------- | -------------------------------- | ------- | ------------ | ----- |
| 1   | dukat                  | 1½                              | 45                               | złoto   | 3,57         | 968   |
| 2   | szóstak koronny        | 1/5                             | 6                                | srebro  | 12,35        | 375   |
| 3   | trojak koronny         | 1/10                            | 3                                | srebro  | 6,18         | 375   |
| 4   | grosz koronny i pruski | 1/30                            | 1                                | srebro  | 2,06         | 375   |
| 5   | półgrosz koronny       | 1/60                            | ½                                | srebro  | 1,03         | 375   |
| 6   | szeląg pruski          | 1/90                            | ⅓                                | srebro  | 1,24         | 188   |
| 7   | ternar koronny         | 1/180                           | 1/6                              | srebro  | 0,57         | 188   |
| 8   | denar koronny i pruski | 1/540                           | 1/18                             | srebro  | 0,37         | 93    |
| 9   | szóstak pruski         | 1/5                             | 6                                | srebro  | 5,34         | 875   |
| 10  | trojak pruski          | 1/10                            | 3                                | srebro  | 2,67         | 875   |
- litewski oparty na kopie groszy obrachunkowej (1 kopa = 60 groszy litewskich, w którym 24 grosze litewskie =  1 złotemu polskiemu):

| Lp. | Gatunek pieniądza | W kopie obrachunkowej | Równowartość w groszach litewskich | Kruszec | Masa (gramy) | Próba |
| --- | ----------------- | --------------------- | ---------------------------------- | ------- | ------------ | ----- |
| 11  | grosz litewski    | 1/60                  | 1                                  | srebro  | 2,57         | 375   |
| 12  | półgrosz litewski | 1/120                 | ½                                  | srebro  | 1,28         | 375   |
Zauważalna różnica pomiędzy systemami pruskim (szelągi) i koronnym (ternary) miała jedynie charakter pozorny, bo oba gatunki monet związano stałą relacją – 2 ternary za 1 szeląg. Przy okazji oderwano szeląga od grzywny chełmińskiej i oparto się wyłącznie na grzywnie krakowskiej. Zygmuntowi I nie udało się jednak zunifikować systemu polsko-pruskiego z litewskim. Dwie ostatnie ordynacje mennicze (1534, 1535) miały w istocie charakter antyunifikacyjny, konserwujący odrębność systemu Wielkiego Księstwa Litewskiego. Kurs grosza litewskiego do polskiego pozostał w tradycyjnej relacji 5:4, przy czym złoty obrachunkowy został uznany za ekwiwalent 30 groszy polskich albo 24 groszy litewskich. Zresztą samo wprowadzenie złotego obrachunkowego na Litwie spotkało się z silnym oporem tamtejszego rynku przywykłego do półgrosza – przykładem była listowna groźba surowych kar skierowana przez króla do namiestnika Żmudzi Mikołaja Narbutta.
Zmiana systemu monetarnego Litwy (1534–1535) charakteryzowała się również „przesunięciem znaczeniowym” – grosz litewski z 1535 r. był pierwszą monetą „Wielkiego Księstwa”, a nie jak dotąd – „Wielkiego Księcia”.
Zgodnie z postulatami Decjusza ikonografia monet została istotnie zmodyfikowana. Nowe pieniądze musiały się bardzo różnić od dotychczas obiegających.
Przy okazji reform przeprowadzono kampanię przeciwko niechcianym półgroszom świdnickim Ludwika II Jagiellończyka – w 1527 r. sejm ogłosił skup tych walorów po kursie pięciu nowych denarów za sztukę.
Zrealizowana w myśl decyzji sejmu piotrkowskiego z 16 lutego 1528 r. emisja dukata, osiągnęła po raz pierwszy skalę pozwalającą na stwierdzenie wprowadzenia złota do obiegu. Z powodu niedostatku kruszców produkcji rodzimych dukatów zaprzestano jednak w 1535 r.

## Monety
W zależności od okresu bicia, przynależności terytorialnej oraz wykorzystywanego do emisji prawa (przywileju) menniczego monety tego władcy można podzielić na:
- głogowskie,
- koronne,
- litewskie,
- ziem pruskich,
- miejskie:
  - Gdańska i
  - Elbląga
- lenne pruskie.

### Okres głogowski (1503–1506)
Od swojego brata Władysława II Jagiellończyka, króla czeskiego i węgierskiego, królewicz Zygmunt otrzymał:
- w 1498 r[10]. (oficjalnie 1499 r[9].) księstwo głogowskie,
- w 1501 r. księstwo opawskie, a

w 1504 r. został namiestnikiem Śląska, następnie Łużyc.
Zygmunt w 1503 r. otworzył w Głogowie własną mennicę, w której zamiast – czego oczekiwano – bicia półgroszy na stopę polską, przystąpiono do dochodowej produkcji małych halerzy słabej jakości przebijanych z lepszych groszy czeskich. Protesty Wrocławia doprowadziły w 1504 r. do zaprzestania tego procederu.
W 1505 r., na podstawie nowego przywileju uzyskanego od Władysława II Jagiellończyka, w Głogowie rozpoczęto emisję tzw. białych groszy śląskich z legendą:

SIGISMVNDVS DVX GLOGOVIE

(Zygmunt książę Głogowa), z umieszczonymi na rewersie Pogonią i napisem:

KAZIMIRI R POLONIE NATVS

(syn Kazimierza, króla Polski).
Zygmuntowskie białe grosze zdobyły popularność nie tylko na samym Śląsku, gdzie szybko pojawiły się naśladownictwa, ale także w Polsce – ceniono je wyżej niż powszechnie obiegające monety wczesnojagiellońskie.
Wprowadzenie białych groszy stanowiło zamierzony element reformy Zygmunta na Śląsku, mającej zrównać pieniądz regionu z polskim, poprzez dopasowanie stopy menniczej. Udało się to tylko częściowo z winy korekt wprowadzonych przez sejm wrocławski.
Głogowska mennica została zamknięta w 1506 r., po wyjeździe Zygmunta spowodowanym wiadomością o ciężkiej chorobie brata – Aleksandra Jagiellończyka.

### Okres królewsko-wielkoksiążęcy (1507–1548)
W okresie tym działały mennice:
- trzy państwowe (monarsze):
  - koronna w Krakowie praktycznie zastąpiona w 1529 r. przez polsko-pruską w Toruniu,
  - litewska w Wilnie,
- dwie miejskie:
  - gdańska,
  - elbląska,
- jedna lenna – w Królewcu.

Okresy działalności mennic i produkowane gatunki pieniądza zebrano w tabeli:
| Lp. | Lokalizacja | Status    | Lata działalności | Gatunki pieniądza                                                                                      |
| --- | ----------- | --------- | ----------------- | --- |
| 1   | Kraków      | państwowa | 1507–1511         | półgrosze                                                                                              |
| 1   | Kraków      | państwowa | 1526–1535         | 1526–1529 denary, ternary, grosze, trojaki, szóstaki                                                   |
| 1   | Kraków      | państwowa | 1526–1535         | 1528–1535 dukaty, dwudukaty                                                                            |
| 1   | Kraków      | państwowa | 1545–1548         | denary, ternary, grosze, dukaty                                                                        |
| 2   | Toruń       | państwowa | 1529–1535         | denary, szelągi, grosze, trojaki, szóstaki, talary (niekiedy przypisywane mennicy krakowskiej), dukaty |
| 3   | Wilno       | państwowa | do 1506           | półgrosze litewskie (stemplami Aleksandra Jagiellończyka)                                              |
| 3   | Wilno       | państwowa | 1508–1529         | półgrosze litewskie                                                                                    |
| 3   | Wilno       | państwowa | 1535–1536         | półgrosze litewskie, grosze litewskie                                                                  |
| 4   | Gdańsk      | miejska   | 1524–1526         | szelągi                                                                                                |
| 4   | Gdańsk      | miejska   | 1530–1540         | denary, szelągi, grosze; po 1535 także trojaki i szóstaki                                              |
| 4   | Gdańsk      | miejska   | 1530–1540         | od 1539 dukaty                                                                                         |
| 4   | Gdańsk      | miejska   | od 1546           | denary, szelągi, grosze, trojaki, dukaty                                                               |
| 5   | Elbląg      | miejska   | 1530–1540         | szelągi grosze, po 1535 r. także trojaki i szóstaki                                                    |
| 5   | Elbląg      | miejska   | 1545              | denary                                                                                                 |
| 6   | Królewiec   | lenna     | 1529–1548         | denary, szelągi, grosze, trojaki, szóstaki                                                             |

#### Mennica w Krakowie
Biła wyłącznie monety koronne. Dekretem królewskim z 1507 r. uruchomiono zakład i rozpoczęto wybijanie półgroszy. W tym czasie na rynku było obecnych dużo fałszywych półgroszy, szczególnie świdnickich, bardzo podobnych do półgroszy koronnych, lecz zawierających mniej czystego srebra. Zmusiło to króla w roku 1511 do zakazania dalszego bicia półgroszy i zamknięcia mennicy. Ordynacja z roku 1526 spowodowała ponowne otwarcie zakładu, w którym wybijano od tego czasu:
- denary,
- trzeciaki (ternary) i
- grosze,
- a od 1528 r. większe jednostki – trojaki i szóstaki ze ściągniętych z obiegu półgroszy świdnickich oraz
- złote dukaty.

Na polecenie sekretarza królewskiego w 1533 r. wybito też niewielką liczbę dwudukatów. W połowie lat trzydziestych w pracy mennicy nastąpiła przerwa. Po raz ostatni mennica wznowiła działalność w latach 1545–1548, bijąc:
- denary,
- trzeciaki i
- grosze oraz
- dukaty ze stojącą postacią króla.

Ożywienie działalności w czerwcu 1545 r. wiązało się z uruchomieniem przez Zygmunta Augusta w tym samym czasie mennicy w Wilnie. 17 czerwca 1545 r. zawarto porozumienie litewsko-polskie by srebro przywożone do Krakowa dzielić na połowy pomiędzy Polskę i Litwę.
Po śmierci Zygmunta I mennica została zamknięta.

#### Mennica w Toruniu
Do 1529 r. miała charakter miejski, po czym stała się królewską mającą produkować wspólne pieniądze dla Korony i Prus. Za rezygnację z posiadanego prawa menniczego oraz w ramach czynszu dzierżawnego miasto otrzymywało rocznie kwotę 500 złotych polskich. Uruchomienie królewskiej mennicy w Toruniu spowodowało częściowe zamknięcie zakładu krakowskiego, gdzie bito od tego czasu głównie monety złote, a spora część personelu, wraz z Justem Decjuszem, przeniosła się do Torunia. Chociaż legendy monet odnosiły się do Prus –

DOMINVS TOCIVS PRVSSIA

(z tego powodu nazywanych monetami ziem pruskich), to od 1530 r. walory te miały prawo obiegu w całej Rzeczypospolitej. Ciągłe intrygi, nierespektowanie zarządzeń i skargi składane do króla przez stany pruskie, doprowadziły do nakazu zamknięcia zakładu w 1535 r.

#### Mennica w Wilnie
Bito w niej monety dla Litwy, na stopę litewską. Funkcjonowała nieprzerwanie (półgrosze litewskie) od roku 1508. Pod koniec 1529 r. została zamknięta. Uruchomiono ją powtórnie w roku 1535, bijąc przez dwa kolejne lata grosze litewskie. W 1545 roku król oddał Litwę, a więc i mennicę wileńską, młodemu Zygmuntowi Augustowi.

#### Mennice miejskie

##### Gdańska
Działalność mennicza opierała się na starym przywileju Kazimierza Jagiellończyka z 1454 r. W latach 1524–1526 bito w Gdańsku własną monetę – szelągi. Ich produkcja została zakończona wraz z rozpoczęciem przez Zygmunta I reform monetarnych, które między innymi nie pozwalały na emitowanie osobnych monet miejskich. W 1530 r. Gdańskowi udało się jednak uchylić ten zakaz – uzyskano pozwolenie na bicie denarów i nowych szelągów. Miasto nie ograniczyło się jednak do tych gatunków – wybijano również grosze, a także trojaki i szóstaki. Po bezskutecznych upomnieniach, król nakazał w 1535 r. zamknięcie mennicy gdańskiej, ale funkcjonowała ona nadal. Dopiero w 1540 r. została zamknięta. Jednak już w 1546 r. uruchomiono ją ponownie i aż do końca panowania Zygmunta I bito w niej:
- denary (1546–1548),
- szelągi (1546–1548),
- grosze (1548),
- trojaki (1546) i
- dukaty (1546-1548).

##### Elbląga
Mennica elbląska została uruchomiona w 1530 r. w oparciu o przywilej krzyżacki z 1246 r. i za zezwoleniem króla. Wybijała denary i szelągi, a bez zezwolenia rozpoczęła, za przykładem Gdańska, bicie groszy i to bez popiersia królewskiego. Od roku 1535 zaczęła bić trojaki i szóstaki, również bez popiersia królewskiego.
Monety elbląskie, podobnie jak i gdańskie, wywołały narzekania stanów koronnych, co skutkowało edyktami królewskimi powstrzymującymi ich obieg. Wskutek ostrych opozycji ze strony Korony mennicę ostatecznie w 1540 r. zamknięto, wybijając jeszcze grosze i trojaki.

#### Mennica lenna w Królewcu
W mennicy lennych Prus Książęcych w Królewcu, zarządzanej przez Decjusza, od 1529 r. bito lokalne monety wzorowane na normach określonych w zakładzie toruńskim. Były to:
- denary,
- szelągi,
- grosze,
- trojaki,
- szóstaki.

z popiersiem Albrechta Hohenzollerna. Jakościowo produkty królewieckie odbiegały na minus od odpowiedników polsko-pruskich z Torunia, co doprowadziło do czasowego zakazu przyjmowania ich w Koronie. Mimo to były bite nieprzerwanie do 1548 r.

## Ikonografia
Przygotowując dla króla reformę monetarną Joust Ludwik Decjusz skupił się również na wizualnej stronie nowo wprowadzanych jednostek. Rok 1526 to początek monetarnego portretu królewskiego sensu stricto. Niestety portret ten na poszczególnych numizmatach nie reprezentował jednolitego poziomu artystycznego. O ile na pierwszych monetach srebrnych i złotych wizerunek władcy był bardziej schematyczny niż realistyczny, to jednak po roku 1533 nastąpiła wyraźna poprawa.
Istniało kilka portretowych typów Zygmunta I Starego. Jednym z nich, umieszczanym na trojakach z Torunia od samego początku tj. od 1528 r, był wizerunek, zapewne autorstwa Macieja Schillinga, wzorowany na konterfekcie, jaki pojawił się na medalu Zygmunta z 1526 r. Hansa Schwarza – ujęty z profilu, na renesansową modłę, król przedstawiony został w monarszym czepcu (pątliku) z nałożonym diademem lub bez oraz w szubie, z widocznym łańcuchem i klejnotem Orderu Złotego Runa, który monarcha otrzymał w 1519 r. Wizerunku tego nie umieszczano jednak na innych „grubych” groszach ziem pruskich, czyli na szóstakach, na których w początkowych latach (1528–1530) widniała ukoronowana półpostać monarchy.
Na pierwszych dukatach z Krakowa popiersie króla w koronie na głowie spoczywało na poziomej listwie, pod którą widniał rok bicia. Podobny układ pojawił się na niezmiernie rzadkim (R8) miejskim dukacie Gdańska z 1540 r. Na dukatach krakowskich (1532–1535) znalazło się popiersie króla w nałożonej na czepiec koronie zamkniętej, w renesansowej zbroi i z wyraźnymi oznakami wieku (Zygmunt I Stary miał wówczas 65 lat). Kolejna modyfikacja wizerunku królewskiego związana z wiekiem monarchy nastąpiła po 1533 r. Na krakowskim bardzo rzadkim (R8) dukacie z 1548 r. zamiast popiersia była stojącą postać Zygmunta I.
Cechą charakterystyczną monet zygmuntowskich było dosyć częste umieszczanie na nich fragmentów psalmów – król psałterz znał na pamięć. Po raz pierwszy fragment psalmu pojawił się w 1528 r. na szóstakach koronnych.
Do najciekawszych numizmatów okresu panowania Zygmunta I Starego należą duże, srebrne sztuki, które badacze nazywają najczęściej talarami medalowymi. Wybite one zostały w 1533 r. i po raz drugi w 1540 r. Do drugiego dziesięciolecia XXI w. nie udało się odnaleźć jakiegokolwiek dokumentu pozwalającego skojarzyć produkcję tych walorów z którąkolwiek z mennic – dawniej uważano, że był to Toruń, w XXI w. niekiedy podaje się Kraków. Numizmaty te nie były wymienione w żadnej ordynacji menniczej, co jednoznacznie wskazuje raczej na ich medalowych charakter. Talar z 1533 r., szczególnie popiersie króla i jego następcy na odwrotnej stronie, charakteryzują się wybitnymi walorami artystycznymi. Jak przypuszcza się, wykonał je rytownik Maciej Schilling, albo włoski medalier Giovanni Maria Mosca zwany Padovano. W XXI w. niektórzy badacze przyjmują, że talar został wybity dla uczczenia konsekracji Kaplicy Zygmuntowskiej (18 czerwca 1533 r.).
Nowo utworzony typ grosza przedstawiał na awersie szeroką koronę i poziomy napis:

SIGISMVND PRIM' REX POLONIE

na rewersie zaś nad datą orła otoczonego legendą:

MONETA REGNI POLONIE

Na denarach umieszczano tylko litery S-P (od łac. Sigismundus Primus) z boków korony.
Na wznowionym po ponad stu latach kwartniku (trzeciaku, ternarze) ponownie pojawił się Orzeł z jednej i tarcza z podwójnym krzyżem z drugiej strony oraz legenda jak na dawnych półgroszach:

MONETA SIGISMVNDI – REGIS POLONIE

Na awersie pierwszych trojaków i szóstaków wprowadzono królewski portret, na rewersie zaś – Orła i legendę:

SIGISMVNDUS PRIM[us] REX POLONIE – MONETA REGNI POLONIE 1528

Mimo znacznej rzadkości w XXI w., monety te musiały być dość powszechnie w obrocie, jeśli żartobliwa nazwa trojaka – „dudek”, odnosząca się do oryginalnej formy polskiego Orła, przyjęła się szeroko w Europie, zwłaszcza w liczbie mnogiej: „dutki”, co później posłużyło w Polsce jako ludowe określenie pieniędzy. Ta popularna nazwa przeszła również do języka niemieckiego (Dütchen albo Düttchen) i stamtąd w okresie rozbiorów wróciła na ziemie polskie jako „dytki”.